# Głusk (województwo lubelskie)
Głusk – wieś w Polsce położona w województwie lubelskim, w powiecie lubelskim, w gminie Głusk. Jest to pozostałość po miejscowości Głusk, włączonej w 1989 do Lublina.
W latach 1975–1998 miejscowość należała administracyjnie do województwa lubelskiego.